# 진행파 원자로
진행파 원자로(進行波原子爐,Traveling wave reactor, TWR)는 중앙부에 조금만 핵분열 물질을 넣고 핵원료 물질로 둘러싼 구조를 만들면, 핵원료 물질이 핵분열 물질로 바뀌면서 핵반응이 일어나는 원자로이다. 재처리 없이 감손 우라늄, 사용후핵연료, 토륨을 핵연료로 바꿔줄 수 있을 것으로 기대된다. 
빌 게이츠가 투자한 테라파워에서 연구 중이다.